# Abdera bifasciata
Abdera bifasciata là một loài bọ cánh cứng trong họ Melandryidae. Loài này được Marsham miêu tả khoa học năm 1802.